# I vækstens vold
I vækstens vold er en dansk dokumentarfilm fra 1984 med instruktion og manuskript af Bo Hovgaard.

## Handling
De menneskelige omkostninger ved forurening, effektivisering, øget brug af kemiske produkter m.m. er mange. Filmen handler om en af disse omkostninger. Kræft rammer hver tredje dansker og skyldes i 85-90% af tilfældene forhold i folks omgivelser eller levemåde.